# Villa Wehtje

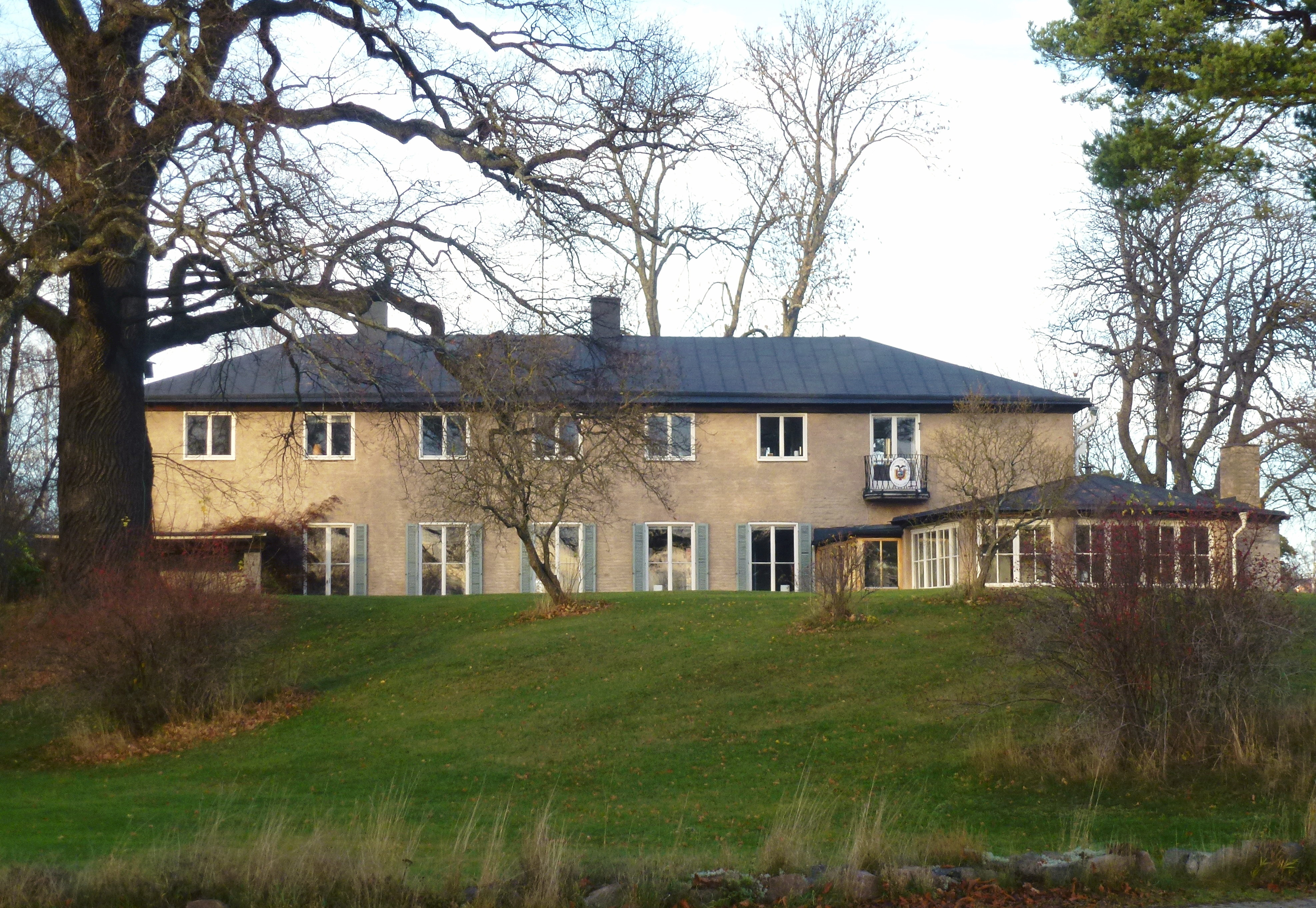
Villa Wehtje, fasad mot syd, 2013.

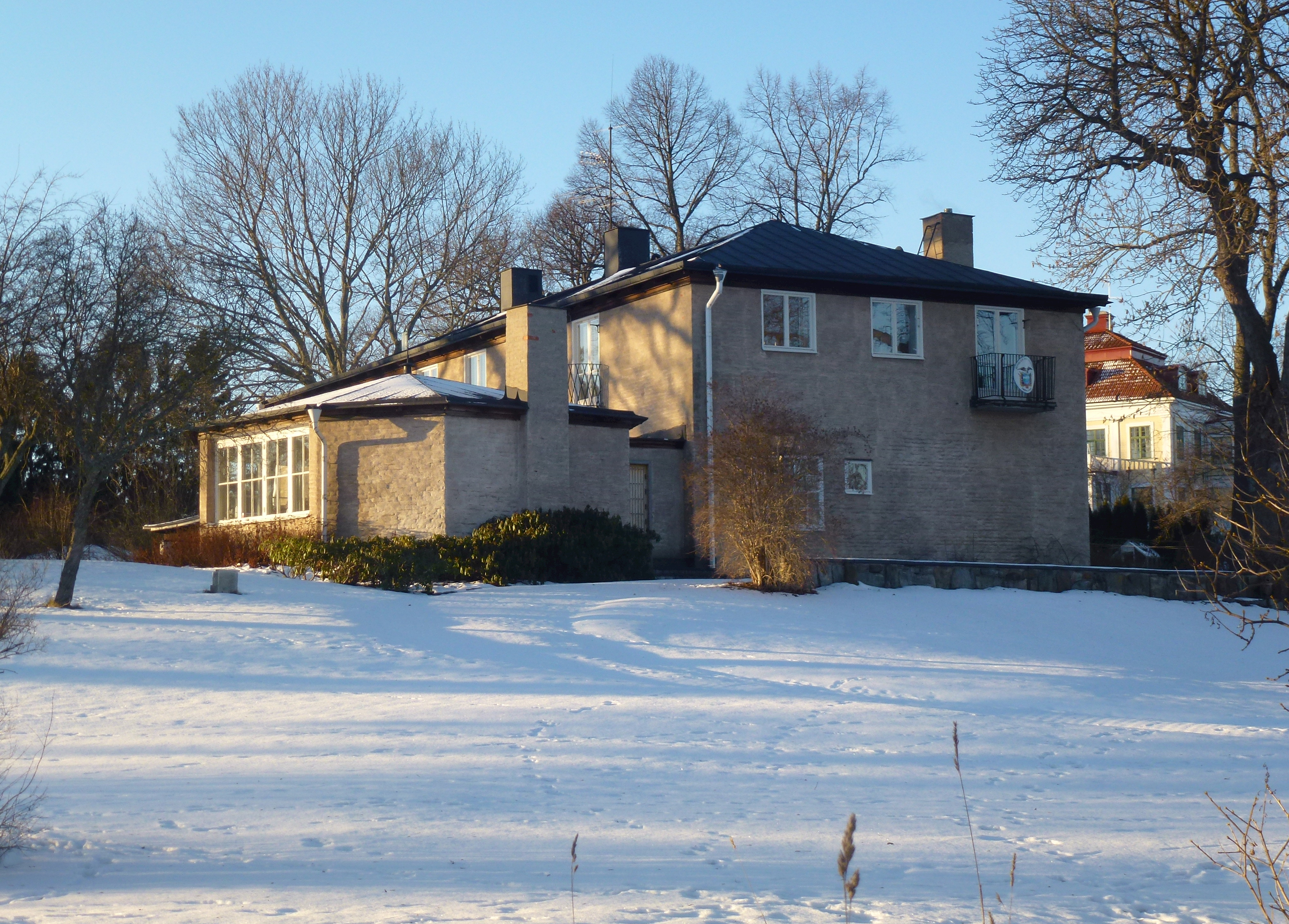
Fasad mot sydost, 2014.

Villa Wehtje är en villa vid Strandvägen 21 i Djursholm, Danderyds kommun. Villan ritades 1939 av arkitekterna Nils Tesch och Lars Magnus Giertz för Walter Wehtje och hustrun Gurli. Idag (2013) finns här Ecuadors ambassadörs residens. 

## Beskrivning
Den första villan på platsen uppfördes 1896 för industrimannen Jean Bolinder, arkitekt var Rudolf Enblom. Han skapade en byggnad i nationalromantikens stilriktning. Av huset existerar fortfarande en modell i skala 1:100.
Nuvarande villans byggherre var Walter Wehtje, som hade många uppdrag i Wallenbergsfären. Han var bland annat VD i Atlas-Copco (1940-1957). Hustrun Gurli var dotter till Paul U. Bergström. År 1939 anlitade de arkitekterna Lars Magnus Giertz och Nils Tesch, som var uppväxt i Djursholm, att rita en villa åt dem. 
Huset uppfördes på en stor trädgårdstomt mellan Strandvägen och Danavägen med utsikt över Stora Värtan. Byggnaden är i två våningar under ett valmat och plåttäckt sadeltak. Mot syd finns en paviljongliknande tillbyggnad i en våning. Fasaderna är av tegel med ytskikt av tunnputs i ljus kulör. 
Under många år bodde byggmästaren John Mattson här med sin familj. För närvarande (2013) är villan residens för Ecuadors ambassadör i Stockholm. Närmaste granne är Villa Pauli, Strandvägen 19.